# Astaena montivaga
Astaena montivaga är en skalbaggsart som beskrevs av Frey 1973. Astaena montivaga ingår i släktet Astaena och familjen Melolonthidae. Inga underarter finns listade.